# Partido Laborista Agrario
El Partido Laborista Agrario (PALA) fue un partido político panameño de centroderecha fundado en 1960.
El PALA participó en las elecciones generales de 1964, formando parte de la Unión Nacional de Oposición de Marco Aurelio Robles. El PALA aportó unos 11.483 votos (3,62% del total) y un diputado a la Asamblea Nacional. En las elecciones generales de 1968 formó parte de la Alianza del Pueblo de David Samudio, aportando 31.151 votos (9,71% del total).
El PALA sobrevivió al período de prohibición de partidos políticos bajo el régimen de Omar Torrijos y fue reinscrito el 2 de mayo de 1979. No obstante, el partido sufrió un proceso de divisiones y depuraciones en las que finalmente Azael Vargas y Carlos Eleta Almarán terminaron controlando el nuevo PALA y éste se convirtió en un partido afín al régimen militar. El Tribunal Electoral registró el PALA con 35000 miembros, entre acusaciones del líder opositor Arnulfo Arias de fraude en la membresía.
Con el apoyo de la élite rica de Panamá, el PALA tomó un rumbo más conservador y formó parte de la alianza UNADE liderada por el oficialista Partido Revolucionario Democrático (PRD), apoyando a Nicolás Ardito Barletta. El PALA recibió 45.384 votos (7,09% del total) y fueron elegidos siete diputados.
A pesar de que el PALA tomó un papel de segundo partido dentro de la alianza, éste perdió fuerza en 1987 cuando Eleta Almarán fue expulsado de la dirección del partido, como una movida de los militares para controlar el PALA. El nuevo líder fue Ramón Sieiro Murgas (cuñado de Manuel Antonio Noriega, líder militar del país).
En las elecciones generales de 1989, formó parte de la alianza oficialista COLINA con Carlos Duque como candidato. El PALA sumó 35.264 votos (5,42% del total) y un diputado a la Asamblea Nacional.
A pesar del fin de la dictadura militar, el PALA se mantuvo como partido satélite del PRD y en las elecciones generales de 1994 formó parte de la Alianza Pueblo Unido de Ernesto Pérez Balladares. No obstante, el PALA apenas obtiene 17.046 votos (1,60% del total) y un diputado a la Asamblea Nacional, sin superar la cuota mínima de sobrevivencia del Tribunal Electoral, aboliéndolo el 15 de septiembre de 1994.